# Happy Camp
Happy Camp es un lugar designado por el censo ubicado en el condado de Siskiyou en el estado estadounidense de California. En el año 2010 tenía una población de 1.190 habitantes.

## Geografía
Happy Camp se encuentra ubicado en las coordenadas 41°46′59″N 123°23′32″O / 41.78306, -123.39222.